# Внутренняя Армения
Внутренняя Армения (арм. Ներքին Հայք) — название, которое использовалось в официальных римских документах для наименования части Великой Армении, отошедшей к Римской империи после Первого раздела Армении в 387 году, несмотря на то, что в остальных случаях сохранялось историческое название «Великая Армения».